# Apamea aquila
Apamea aquila là một loài bướm đêm trong họ Noctuidae.